# Ourisia pulchella
Ourisia pulchella là một loài thực vật có hoa trong họ Mã đề. Loài này được Wedd. mô tả khoa học đầu tiên năm 1860.